# Callitriche lusitanica
Callitriche lusitanica é uma espécie de planta com flor pertencente à família Callitrichaceae. 
A autoridade científica da espécie é Schotsman, tendo sido publicada em Boletim da Sociedade Broteriana II, 35: 112. 1961.

## Portugal
Trata-se de uma espécie presente no território português, nomeadamente em Portugal Continental.
Em termos de naturalidade é nativa da região atrás indicada.

## Protecção
Não se encontra protegida por legislação portuguesa ou da Comunidade Europeia.